# Браславский, Игорь Александрович
И́горь Алекса́ндрович Брасла́вский (род. 19 августа 1959, Бельцы) — советский и украинский бегун-марафонец. Выступал на крупных соревнованиях в 1979—1998 годах, обладатель серебряной медли Игр доброй воли в Москве, серебряный и бронзовый призёр чемпионатов СССР, победитель первенств всесоюзного и республиканского значения, призёр ряда коммерческих международных стартов на шоссе, действующий рекордсмен Молдавии в беге на 5000 метров. Представлял Бельцы, Кишинёв и Одессу, Вооружённые силы.

## Биография
Игорь Браславский родился 19 августа 1959 года. Занимался лёгкой атлетикой в Кишинёве и позднее Одессе, выступал за Советскую Армию.
Впервые заявил о себе на всесоюзном уровне в сезоне 1979 года, когда в беге на 10 000 метров с личным рекордом 28:39.20 занял восьмое место на Мемориале братьев Знаменских в Каунасе.
В 1983 году бежал 10 000 метров на чемпионате страны в рамках VIII летней Спартакиады народов СССР в Москве, тогда как на домашних соревнованиях в Кишинёве одержал победу в беге на 5000 метров, установив ныне действующий национальный рекорд Молдавии в данной дисциплине — 13:47.6.
В 1984 и 1985 годах на марафонах в Вильнюсе был шестым и пятым соответственно.
В 1986 году финишировал вторым на марафоне в Вильнюсе, завоевал серебряную награду на Играх доброй воли в Москве и одновременно с этим стал серебряным призёром разыгрывавшегося здесь чемпионата СССР по марафону.
В 1987 году занял 27-е место на марафоне в Ужгороде, с личным рекордом 2:12:53 выиграл серебряную медаль на чемпионате СССР по марафону в Могилёве, одержал победу на Кубке СССР по марафону в Белой Церкви.
В 1988 году отметился победой на марафоне в Ужгороде.
В 1989 году показал 24-й результат на Лондонском марафоне и девятый результат на Берлинском марафоне.
В 1990 году завоевал бронзовую награду на чемпионате СССР по марафону в Калининграде, выиграл Бабушкин марафон в Дулуте, занял 13-е место на Берлинском марафоне.
В 1991 году закрыл двадцатку сильнейших Токийского международного марафона, занял 12-е место на чемпионате СССР по марафону в Белой Церкви, четвёртое место в Дулуте и 31-е место в Берлине.
В 1992 году финишировал седьмым на Марракешском марафоне, установил личный рекорд 1:04:33 на Берлинском полумарафоне, был двадцатым на марафоне в Пюто, восьмым в Дулуте, вторым на Чикагском марафоне.
В 1993 году стал 17-м на Марафоне озера Бива и вторым на Стамбульском марафоне.
В 1994 году финишировал седьмым на Белградском марафоне, четвёртым на Стокгольмском марафоне, третьим на Эхтернахском марафоне.
В 1995 году показал 13-й результат в Марракеше, 25-й результат в Белграде, восьмой результат в Стокгольме, выиграл марафон в Сен-Дизье, стал третьим в Эхтернахе и 13-м в Пюто.
В 1996 году пришёл к финишу третьим на марафоне в Нанте, превзошёл всех соперников в Сент-Эгрев, Сент-Андре-Дез-О, Сен-Дизье и Эхтернахе, был четвёртым на Энсхедском марафоне.
В 1997 году стал шестым на марафоне в Тверии, 24-м на марафоне в Белграде, десятым на марафоне в Эхтернахе.
В 1998 году стартовал на марафоне в Тверии, где с результатом 2:19:22 занял девятое место.
Впоследствии работал тренером в клубе Marathon.